# König-Baudouin-Stadion

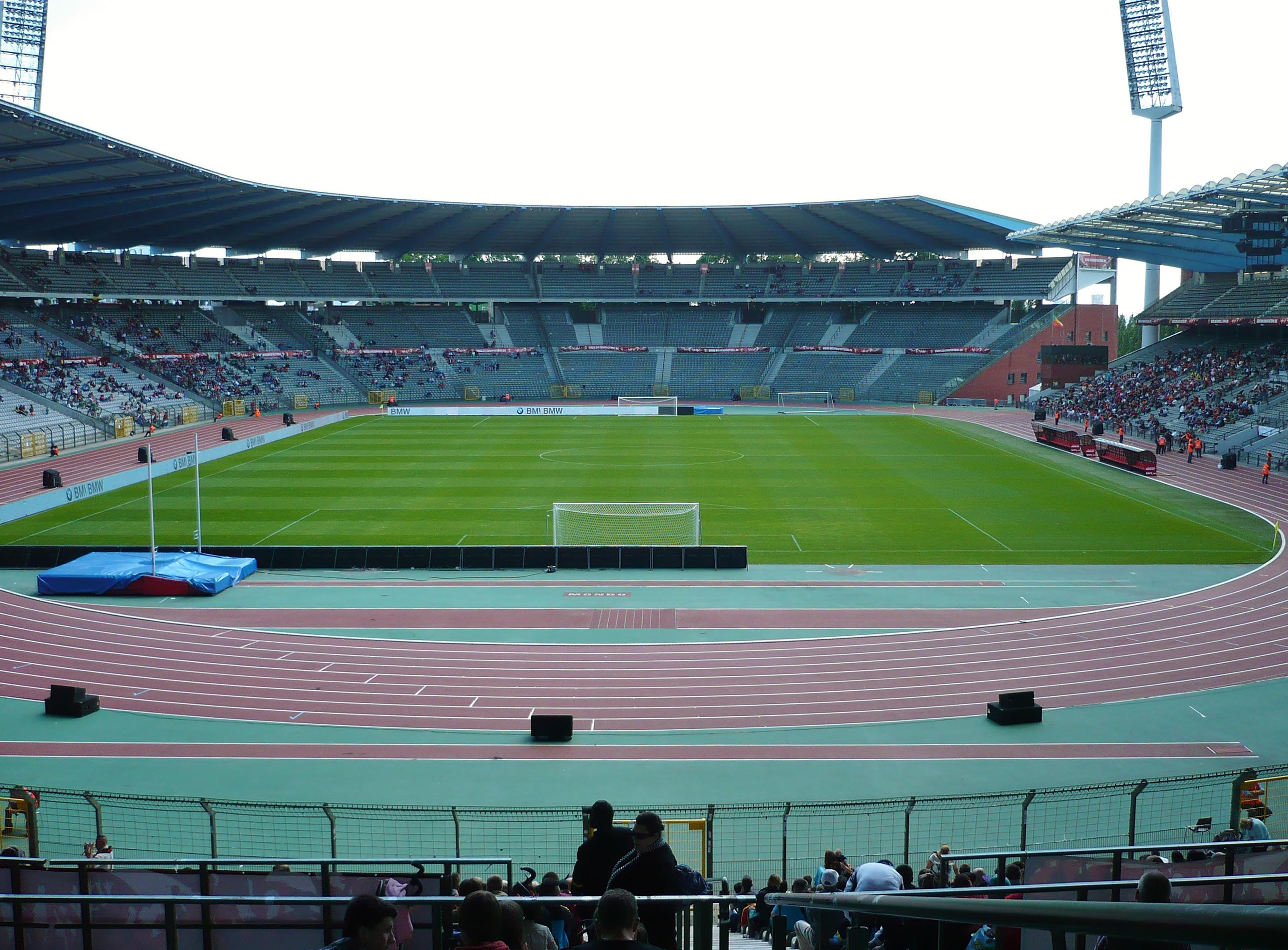
Innenansicht des König-Baudouin-Stadions (2013)

Das König-Baudouin-Stadion (französisch Stade Roi-Baudouin; niederländisch Koning Boudewijnstadion) ist ein Fußballstadion mit Leichtathletikanlage in der belgischen Hauptstadt Brüssel, welches nach dem vormaligen belgischen König Baudoin benannt ist. Es trug bis 1995 den Namen Heysel-Stadion und wurde Mitte der 1990er Jahre zu einer Multifunktionsarena umgebaut. Das mit rund 50.000 Sitzplätzen größte Stadion Belgiens war im Jahr 2000 bis zum Halbfinale einer der acht Austragungsorte der Fußball-Europameisterschaft 2000. Seit 1977 findet hier auch das Memorial Van Damme statt, eines der renommiertesten Leichtathletik-Meetings weltweit, welches zur Serie der Diamond League zählt.

## Heysel-Stadion

### Bau- und Nutzungsgeschichte

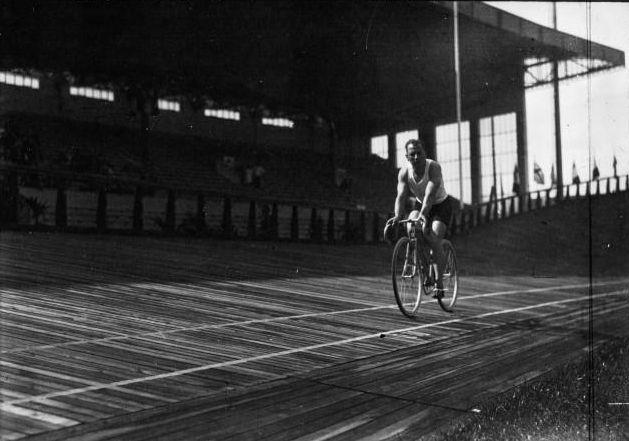
Lucien Michard bei einer Trainingsrunde im Heysel-Stadion vor Beginn der WM

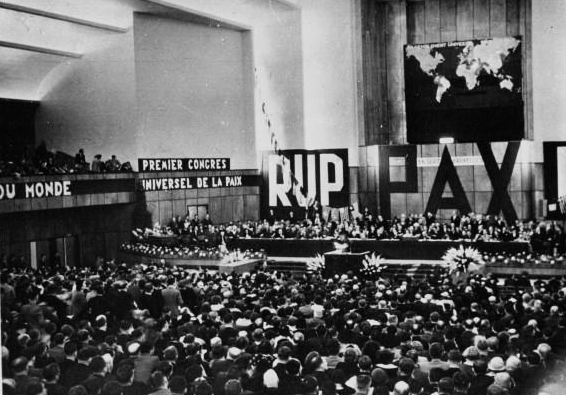
1936 wurde im Heysel-Stadion ein Universalfriedenskongress abgehalten.

Für die Jahrhundertfeier der Unabhängigkeit Belgiens wurde auf dem Heysel-Plateau eine Weltausstellung geplant, die aufgrund der Weltwirtschaftskrise erst 1935 stattfand. Im Rahmen der Planungen beschloss die Stadt Brüssel 1927, auch ein universell nutzbares Stadion zu bauen, und Bürgermeister Adolphe Max legte dafür am 4. Oktober 1929 den Grundstein. Das Stadion wurde am westlichen Rand des Heysel-Plateaus etwas nördlich des ehemaligen Weilers Ossegem/Osseghem gebaut. Architekt war Joseph van Neck, der auch den Ausstellungspalast plante. In weniger als einem Jahr hatten über 600 Arbeiter in Tag- und Nachtschichten das Stadion errichtet. Anfangs hatte es 75.000 Plätze, davon 9.000 Sitzplätze auf einer Tribüne.
Der erste Wettkampf wurde vom 24. bis zum 30. August 1930 in diesem Stade du Centenaire/Eeuwfeeststadion ausgetragen, eine Weltmeisterschaft der Bahnradfahrer. Die offizielle Einweihung erfolgte am 14. September 1930 durch Prinz Leopold, den zukünftigen König Leopold III., im Rahmen eines Fußball-Länderspiels, damals noch „Interland“ genannt, das Belgien mit 4:1 gegen die Niederlande gewann.
Das Heysel-Stadion entwickelte sich in den folgenden Jahrzehnten zu einer legendären Sportstätte mit vielen internationalen Fußballspielen. In erster Linie bot sie der belgischen Fußballnationalmannschaft ein Zuhause. Sie war aber auch in den Jahren von 1958 bis 1985 sieben Mal Austragungsort der Endspiele um den Europapokal der Landesmeister und der Pokalsieger. Mit den Entscheidungsspielen wie dem 1:0 des FC Barcelona gegen den Hamburger SV am 3. Mai 1961 oder dem des FC Bayern München gegen Atlético Madrid 1974 (4:0), waren es noch mehr bedeutende Spiele im Europapokal der Landesmeister.
Im Jahr 1972 war das Königreich Belgien Ausrichter der Fußball-Europameisterschaft und Brüssel Ort des Endspiels zwischen Deutschland und der Sowjetunion. Vor rund 43.000 Zuschauern sicherte sich die DFB-Elf im Heysel-Stadion – zwei Jahre vor dem WM-Sieg im eigenen Land – den ersten Europameister-Titel.

### Katastrophe von Heysel 1985
Am 29. Mai 1985 wurde das Heysel-Stadion von einer Massenpanik heimgesucht. Unmittelbar vor Beginn des Europapokal-Endspiels zwischen Juventus Turin und dem FC Liverpool kam es zu einer Auseinandersetzung zwischen betrunkenen britischen Hooligans und italienischen Anhängern im Block Z. Dort hätten sich eigentlich „neutrale“, belgische Zuschauer aufhalten sollen. Schließlich stürmten die englischen Schläger den mehrheitlich mit Italienern besetzten Block und lösten damit die Katastrophe aus, in der zahlreiche Menschen totgetrampelt und an den Zäunen und Mauern erdrückt wurden. Eine der Mauern des inzwischen baufällig gewordenen Heysel-Stadions brach unter diesem Druck zusammen. Während des gesamten Ereignisses waren die belgischen Sicherheitskräfte überfordert, weil sie nicht genügend Polizisten bereitgestellt hatten.
Das Spiel zwischen beiden Mannschaften, welches trotz der Geschehnisse – auch aus Sicherheitsgründen – angepfiffen wurde, endete mit 1:0 für Juventus Turin durch einen von Michel Platini verwandelten Elfmeter nach einem Foul an Zbigniew Boniek. Platini kommentierte das Spiel später mit den Worten: „Wenn im Zirkus der Seiltänzer abstürzt, schlägt die Stunde der Clowns“. Die im ZDF geplante Fernsehübertragung wurde noch vor Spielbeginn abgebrochen. Reporter Eberhard Figgemeier kommentierte die (noch live übertragenen) Ausschreitungen.
Am Ende waren 39 Menschen tot und über 400 teils schwer verletzt. Englische Vereine wurden in der Folge für fünf Jahre gänzlich von internationalen Pokalwettbewerben ausgeschlossen, der FC Liverpool durfte gar für sechs Jahre nicht mehr international auftreten. Dutzende Hooligans und unter anderem auch etliche Funktionäre wurden teilweise erst Jahre später vor Gericht gestellt und verurteilt, darunter ein korrupter Funktionär. Er hatte Karten für Block Z nicht an neutrale Zuschauer, sondern an italienische Reisebüros verkauft.
Das Stadion wurde noch einige Jahre als Leichtathletik-Arena für das Memorial Van Damme genutzt, ehe es schließlich ab 1994 grundlegend umgebaut wurde. Zur Erinnerung an den 29. Mai 1985 ist am 20. Jahrestag am Ort des Geschehens eine Erinnerungsstätte eingeweiht worden: eine 60 Quadratmeter große Sonnenuhr, die die Namen der 39 Toten von damals einschließt.

## König-Baudouin-Stadion
Das König-Baudouin-Stadion wurde am 23. August 1995 mit einem Freundschaftsspiel zwischen Belgien und Deutschland (1:2) offiziell eingeweiht und nach dem zwei Jahre zuvor verstorbenen König Baudouin benannt. Entgegen dem bis heute andauernden Trend wurde auch das vollkommen neugestaltete Stadion wieder mit einer Leichtathletikbahn versehen und ist somit kein reines Fußballstadion.
1996 war das Stadion erstmals seit der Katastrophe wieder Austragungsort eines Europapokalfinales. Im Endspiel des Europapokals der Pokalsieger besiegte der französische Hauptstadtclub Paris Saint-Germain den österreichischen Vertreter Rapid Wien mit 1:0.
2000 war Belgien zusammen mit den Niederlanden Ausrichter der Fußball-Europameisterschaft; im König-Baudouin-Stadion wurden alle drei Gruppenspiele der Belgier – darunter das Eröffnungsspiel gegen Schweden – eine Viertel- und eine Halbfinal-Begegnung ausgetragen. Inzwischen genügt das Stadion nicht mehr den allerhöchsten Anforderungen der UEFA.
Am 19. März 2019 stellte der Königlich Belgische Fußballverband Pläne für den Umbau und Modernisierung des Nationalstadions vor. Partner ist der Sportveranstalter Golazo. Nachdem der Bau des Eurostadions für die Fußball-Europameisterschaft 2021 gescheitert ist, sollen in das König-Baudouin-Stadion 150 bis 200 Mio. Euro investiert werden. Es wird die Leichtathletikanlage für das Memorial Van Damme erhalten bleiben. Das Platzangebot wird von derzeit rund 50.000 auf 40.000 Plätze reduziert. Ab 2022 soll die belgische Fußballnationalmannschaft wieder in ihrem umgebauten Heimstadion antreten können. Mit der Neugestaltung wird sich auch der Name der Veranstaltungsarena ändern. Nach der Neueröffnung soll sie den Namen Golden Generation Arena erhalten.
Ende September 2019 gab der Brüsseler Stadtrat bekannt, dass es für mindestens ein Jahr keine großen Veränderungen am Nationalstadion geben wird. Nur kleinere Arbeiten an den Parkplätzen, Umkleidekabinen, Presse- und Sicherheitseinrichtungen sowie den Logistikflächen und Notausgängen für 1,5 Mio. Euro soll es geben. Ende November des Jahres brachte Jean-Luc Crucke, wallonischer Regionalminister für die sportliche Infrastruktur, die Gemeinde Tubize als neuen Standort für ein Stadion ins Spiel. Tubize liegt etwa 25 km südlich der Hauptstadt, im Umfeld liegen die Brüsseler Flughäfen Charleroi und Zaventem. Der Hauptsitz des belgischen Fußballverbandes und das Trainingszentrum der Nationalmannschaft befinden sich bereits in Tubize.